# Davie Wilson
Davie Wilson (10. ledna 1939, Glasgow – 14. června 2022) byl skotský fotbalista, záložník. Po skončení aktivní kariéry působil jako trenér.

## Fotbalová kariéra
Ve skotské lize hrál za Rangers FC, Dundee United FC a Dumbarton FC, nastoupil ve 392 ligových utkáních a dal 118 gólů. V Poháru mistrů evropských zemí nastoupil v 23 utkáních a dal 7 gólů, v Poháru vítězů pohárů nastoupil v 15 utkáních a dal 3 góly a ve Veletržním poháru nastoupil v 5 utkáních. S Rangers získal 5 mistrovských titulů a 5 vítězství ve skotském poháru. Za reprezentaci Skotska nastoupil v letech 1960-1965 ve 22 utkáních a dal 10 gólů.

## Ligová bilance
| Ročník                  | Zápasy | Góly | Klub             |
| ----------------------- | ------ | ---- | ---------------- |
| 1. skotská liga 1956/57 | 6      | 1    | Rangers FC       |
| 1. skotská liga 1957/58 | 12     | 2    | Rangers FC       |
| 1. skotská liga 1958/59 | 15     | 2    | Rangers FC       |
| 1. skotská liga 1959/60 | 27     | 8    | Rangers FC       |
| 1. skotská liga 1960/61 | 34     | 19   | Rangers FC       |
| 1. skotská liga 1962/63 | 32     | 23   | Rangers FC       |
| 1. skotská liga 1963/64 | 16     | 6    | Rangers FC       |
| 1. skotská liga 1964/65 | 25     | 10   | Rangers FC       |
| 1. skotská liga 1965/66 | 12     | 6    | Rangers FC       |
| 1. skotská liga 1966/67 | 19     | 6    | Rangers FC       |
| 1. skotská liga 1967/68 | 30     | 8    | Dundee United FC |
| 1. skotská liga 1968/69 | 27     | 4    | Dundee United FC |
| 1. skotská liga 1969/70 | 32     | 6    | Dundee United FC |
| 1. skotská liga 1970/71 | 34     | 2    | Dundee United FC |
| 1. skotská liga 1971/72 | 8      | 0    | Dundee United FC |
| 2. skotská liga 1971/72 | 14     | 2    | Dumbarton FC     |
| 1. skotská liga 1972/73 | 34     | 0    | Dumbarton FC     |
| CELKEM 1. skotská liga  | 392    | 118  |                  |